# Интеграл Ферми — Дирака
Интегралом Ферми — Дирака с индексом j называется функция, определяемая как
{\displaystyle F_{j}(x)={\frac {1}{\Gamma (j+1)}}\int _{0}^{\infty }{\frac {t^{j}}{e^{t-x}+1}}\,dt.}
Это альтернативное определение для полилогарифма:
{\displaystyle F_{j}(x)=-\operatorname {Li} _{j+1}(-e^{x})\,.}
В частности:
{\displaystyle F_{0}(x)=\ln(1+e^{x}).}
Интеграл получил наименование в честь Энрико Ферми и Поля Дирака.